# Timothy Winter

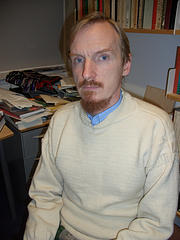
Timothy Winter alias Abdal-Hakim Murad

Timothy Winter alias Abdal-Hakim Murad (* 1960) ist ein britischer Islamwissenschaftler an der Faculty of Divinity at the University of Cambridge und einer der führenden britischen islamischen Religionsgelehrten.
Er wurde an der Westminster School  unterrichtet und wurde zum Master of Arts (Magister der Philosophie) in Arabisch.
Er ist Generalschriftsteller für die islamische Textreihe von al-Ghazālī, nach seinen Übersetzungen von Der Tod und was danach kommt und Das Disziplinieren der Seele (beide Werke von al-Ghazālī), hat er viel Beifall bekommen.
Timothy Winter ist Mitglied des Pembroke College in Cambridge und Mitglied der Sheikh Zayed Lectureship in Islamic Studies. Er ist ebenso Direktor der islamischen Studien am Wolfson College und Verwalter des The Muslim Academic Trust, Direktor des The Anglo-Muslim Fellowship for Eastern Europe und Präsident der Britischen Freunde von Bosnien-Herzegowina.
Seine Projekte sind meist muslimische-christliche Beziehungen, islamische Ethik und die Orthodoxe Antwort auf den islamischen Extremismus (orthodox Muslim response to extremism)
Er besucht regelmäßig islamische Kurse in Kairo und Dschidda und wurde hier unter anderem von Ahmad Mashhur al-Haddad und Ismail al-Adawi unterrichtet. Er hat einige klassische arabische Arbeiten, einschließlich Imam al-Baihaqis Seventy-Seven Branches of Faith (77 Niederlassungen des Glaubens) und Selections from the Fath al-Bari (Auswahlen aus dem Fath al-Bari) übersetzt.

## Verschiedenes
Er war einer der 138 Unterzeichner des offenen Briefes Ein gemeinsames Wort zwischen Uns und Euch (engl. A Common Word Between Us & You), den Persönlichkeiten des Islam an „Führer christlicher Kirchen überall“ (engl. "Leaders of Christian Churches, everywhere …") sandten (13. Oktober 2007).